# 洛雷图
洛雷图是巴西马拉尼昂州的一个市镇。总面积3596.888平方公里，总人口9981人，人口密度2.8人/平方公里。